# Guy Borremans
Pour les articles homonymes, voir Borremans.
Guy Borremans (né le 11 juillet 1934 à Dinant, en Belgique et mort à 78 ans le 29 décembre 2012 à Trois-Rivières au Québec) est un photographe et directeur de la photographie québécois.

## Biographie
Arrivé au Québec avec sa famille en 1951, il se forme à la photographie en autodidacte et présente sa première exposition en 1956 à Granby. Inspiré par le surréalisme, il se lie aux artistes du mouvement automatiste et à des intellectuels comme Hubert Aquin, Gilles Groulx ou Claude Gauvreau. Il participe comme directeur de la photographie à plusieurs films québécois, notamment d'Arthur Lamothe et de Gilles Carle, puis travaille pendant trois ans au service cinématographique de l'ONU. En 1960, son film La femme image fait scandale au Québec en raison des nombreux nus intégraux qu'il présente.
Il enseigne dans plusieurs universités du Québec (Université de Montréal, UQAM, Université Concordia), du Nouveau-Brunswick (Université de Moncton) et de Pologne. Il produit une œuvre où domine l'exploration des corps, des nus, de la lumière, du mouvement. Il participe à 72 tournages et expose son travail photographique à 33 reprises.
Il était l'époux de Luce Guilbeault et Mary Kostman.

## Musées et collections publiques
- Basilique Notre-Dame de Montréal
- Cinémathèque québécoise
- Musée des beaux-arts du Canada
- Musée national des beaux-arts du Québec[3]